# Lac Tsiazompaniry
Le lac Tsiazompaniry est un lac de barrage des hautes terres centrales de Madagascar. Il est créé par le barrage de Tsiazompaniry, destiné à réguler le débit de l'Ikopa. Le lac est situé dans la commune d'Ambohimiadana, dans le district d'Andramasina, à 90 km au sud-est d'Antananarivo.
Comme le Lac Mantasoa, le lac Tsiazompaniry joue un rôle important dans l'approvisionnement en eau de la zone métropolitaine d'Antananarivo.